# Clean Bandit
I Clean Bandit sono un gruppo musicale britannico di musica elettronica formatosi nel 2009, composto da Jack Patterson, Luke Patterson, Grace Chatto e, fino al 2016, anche da Milan Neil-Amin Smith. Essendo tutti strumentisti si affidano, per la parte vocale, a diverse collaborazioni con artisti tra i quali ricordiamo 24kGoldn, Jess Glynne, Iann Dior, Anne-Marie, Sean Paul, Ellie Goulding, Demi Lovato, Zara Larsson, Luis Fonsi, Rita Ora, Marina Diamandis, Mabel, A7S e Sharna Bass.
Nel 2014 raggiungono il successo mondiale grazie al brano Rather Be, in collaborazione con Jess Glynne, che si afferma nelle Top 10 di 40 paesi, tra cui Regno Unito, Stati Uniti ed Australia, ottenendo inoltre il Grammy Awards per Best Dance Recording. Il brano viene seguito da altri due singoli di successo, Extraordinary e  Real Love, inseriti poi nel loro primo album intitolato New Eyes.
Nel 2016, dopo l'uscita del quarto membro Milan Neil Amin‑Smith, viene rilasciato il singolo Rockabye, diventando anch'esso un successo mondiale debuttando alla prima posizione in 30 classifiche. Tra il 2017 e il 2018 pubblicano altri singoli, tra cui Symphony, I Miss You e Solo. Nel novembre del 2018 vengono raccolti nell'album What Is Love?.
I Clean Bandit hanno venduto, fino al dicembre 2016, 13 milioni di copie in singoli e oltre un milione di album.
Il loro logo ha un significato ben preciso, come spiegano nelle interviste rappresenta i loro strumenti musicali. Il rombo verde rappresenta un violoncello; il triangolo giallo le bacchette delle percussioni; il quadrato rosso è una tastiera mentre il cerchio rappresenta il violino dell'ex membro Milan Neil Amin-Smith. Il logo appare in maniera sistematica in ogni video delle loro canzoni, come una sorta di firma.

## Carriera

### 2006–2012: gli inizi
I membri della band si sono conosciuti mentre studiavano al Jesus College, sede appartenente all'Università di Cambridge. Jack e Luke Patterson sono fratelli mentre Grace e Milan facevano parte di un quartetto d'archi all'Università di Cambridge. Grace, fidanzata di Jack, ha presentato Milan ai fratelli e nel 2009 hanno deciso di formare la band. Uno dei loro amici, Ssegawa-Ssekintu Kiwanuka, scriveva per loro molte canzoni (fra cui la famosa Mozart's House); venne così l'idea di formare la band.
Il nome della band, Clean Bandit, deriva dalla traduzione di una frase russa (Grace e Jack vivevano in Russia in quel periodo) che si potrebbe tradurre come «completo bastardo». Patterson successivamente nel maggio del 2014 ha dichiarato che il termine è meno rude, simile per lo più a «assoluto furfante».

### 2012–2015: Il successo eNew Eyes
Nel dicembre del 2012 il gruppo ha pubblicato il loro singolo di debutto A+E che ha raggiunto la posizione n.100 nella UK Singles Chart. Il 29 febbraio hanno pubblicato il video online per il loro singolo UK Shanty, col featuring di Cambridge e della top model Lily Cole. Nel marzo del 2013 hanno pubblicato Mozart's House. La canzone ha raggiunto la posizione n° 17 nella UK Singles Chart, portando il loro singolo nella Top 20, a differenza del terzo singolo dell'album, Dust Clear, che si è fermato alla posizione n°43 nella classifica.
Il singolo Rather Be con Jess Glynne, viene lanciato il 19 gennaio 2014. Posizionatosi in cima alla UK Singles Chart, riceve un successo globale entrando nelle Top10 di 40 classifiche, tra cui alla decima posizione della Billboard Hot 100. In totale ha venduto 7,5mila di copie, di cui 4mila negli Stati Uniti e 2mila nel Regno Unito. La canzone fa ottenere inoltre il primo Grammy Award nella categoria Best Dance Recording nel 2015 e Billboard inserisce la canzone al quarto posto delle Best Songs of 2014.
Il successivo brano Extraordinary,  cantato da Sharna Bass, riceve un discreto successo, raggiungendo la posizione numero cinque della classifica britannica. L'otto agosto, il sound elettro-pop dei Clean Bandit è influenzato dalle nuove contaminazioni latine estive si esprimono col nuovo singolo Come Over grazie alla collaborazione del cantante reggae giamaicano Stylo G. Il 20 ottobre 2014 esce Real Love, nuovamente con Jess Glynne che partecipa anche alla stesura del testo. Il brano ha debuttato al numero due della UK Singles Chart, diventando il terzo successo dei Clean Bandit nella Top10 e il quarto della Glynne. La canzone ha raggiunto la top 40 in diversi paesi europei, riuscendo a raggiungere la seconda posizione in Germania. Ha anche raggiunto il numero 13 in Australia e il numero 20 nella Billboard Dance Club Songs.
I singoli vengono raccolti nell'album di debutto New Eyes, che è stato pubblicato il 2 giugno 2014 con la Atlantic Records. Ha debuttato alla prima posizione della UK Dance Albums e seconda della classifica generale britannica. Entra inoltre nella Top10 della Billboard Top Dance/Electronic Albums, oltre che in Irlanda e Svizzera. L'album è stato certificato d'oro in Regno Unito e Stati Uniti, con un milione di copie vendute in tutto il mondo.
Successivamente rilasciano tre singoli alle radio: New Eyes, Cologne e Stronger. Quest'ultimo raggiunge la prima posizione della UK Dance Chart, venendo certificato disco d'argento nel Regno Unito.

### 2016–2019: l'abbandono di Smith eWhat is Love?

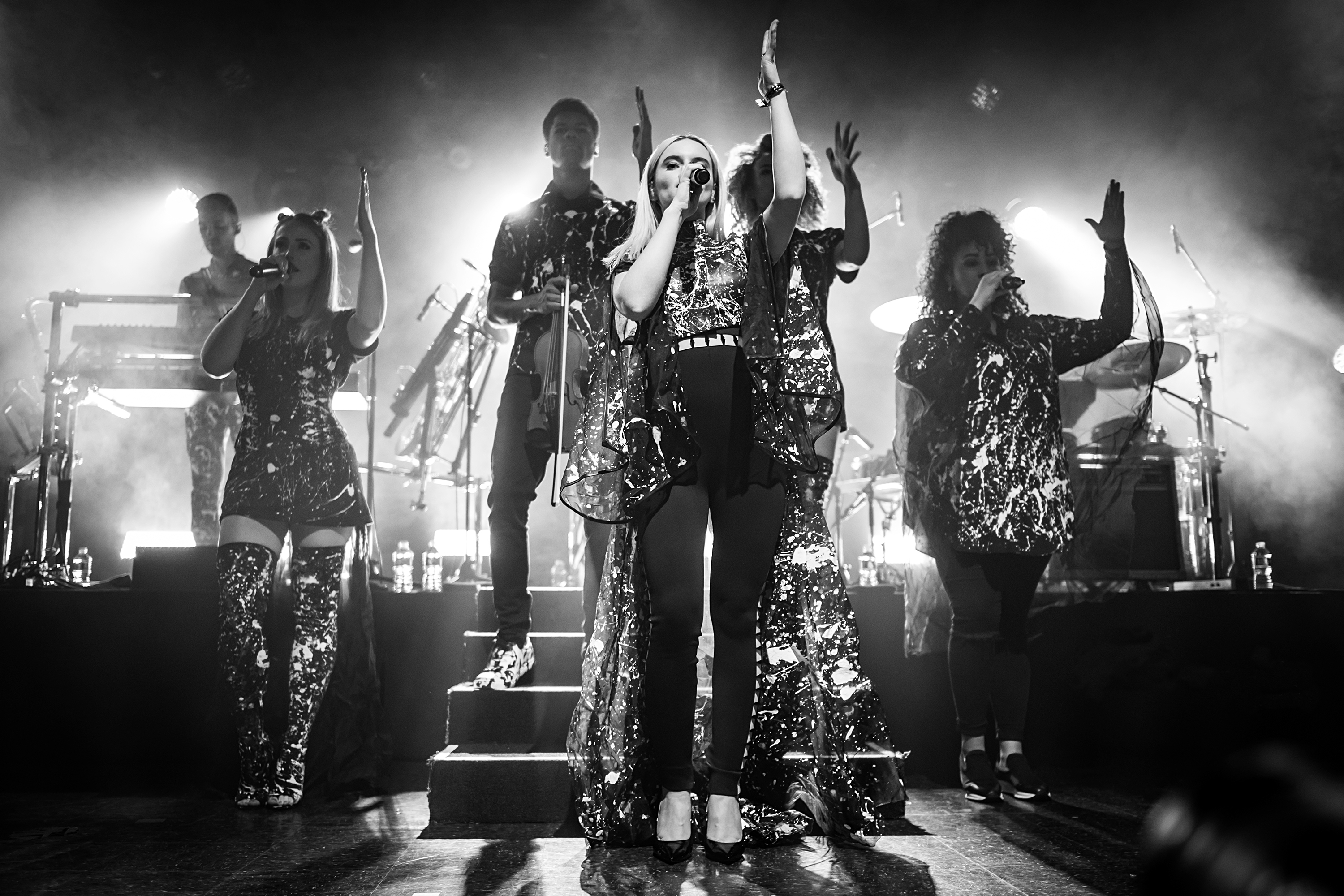
Clean Bandit al El Rey Theatre nel 2016

Al Coachella Valley Music and Arts Festival del 2015, il gruppo ha eseguito la canzone Disconnect, la quale ha ricevuto il featuring di Marina and the Diamonds.
Il 27 maggio 2016 viene distribuito il loro primo singolo dopo Stronger, intitolato Tears, con la collaborazione vocale di Louisa Johnson, vincitrice di The X Factor l'anno precedente. La canzone ha raggiunto la posizione numero 5 nella classifica dei singoli in Gran Bretagna dopo la loro esibizione a Britain's Got Talent , ricevendo la certificazione di platino.
Il 19 ottobre dello stesso anno, è stato annunciato sulla loro pagina Facebook che il violinista e pianista Neil Amin-Smith aveva deciso di lasciare il gruppo. Due giorni dopo, il gruppo ha pubblicato il brano Rockabye, che vede la collaborazione del rapper Sean Paul, della cantante Anne-Marie e interpretato dalla campionessa italiana di Pole Dance Rita Conte. Esso è diventato il loro secondo brano a debuttare alla prima posizione della classifica del Regno Unito e vi è rimasto per sei settimane consecutive. Raggiunge inoltre la nona posizione della Billboard Hot 100 e la prima in numerosi paesi europei e in Australia. Il brano diventa inoltre il 30° video più visto su YouTube, vendendo 3milioni di copie negli Stati Uniti, un milione nel Regno Unito, con un totale di 7milioni in tutto il mondo. Il 7 febbraio 2017 il gruppo si esibisce al festival della musica italiana Sanremo, cantando la loro hit Rockabye,  insieme ad Anne-Marie. La canzone riceve inoltre una nomination ai Billboard Music Award come Top Dance/Electronic Song, due nomination ai BRIT Awards 2017 come British Video e British Single of the Year e agli MTV Europe Music Awards nella categoria Best Song.
Il 17 marzo 2017, il trio ha pubblicato il singolo Symphony, in collaborazione con la cantante svedese Zara Larsson, esibendosi con la canzone per la prima volta durante una puntata dello show britannico The Voice UK. La canzone vende complessivamente 4milioni di unità e diventa il terzo singolo ad arrivare la prima posizione nel Regno Unito. Ricevono due nomination ai BRIT Awards nelle categorie British Video e British Single of the Year. Il 25 marzo 2017 sono ospiti al serale di "Amici di Maria De Filippi 2016", esibendosi con i singoli Rockabye (con la partecipazione di uno dei concorrenti del programma) e Symphony.
Ad ottobre 2017 è stato pubblicato il singolo I Miss You, con Julia Michaels. Il 18 maggio 2018 esce la collaborazione con Demi Lovato nel brano Solo, che entra nelle Top10 di 30 paesi e raggiunge la prima posizione in Regno Unito, Euro Digital Songs, Irlanda e Germania. Riceve la certificazione di platino in Regno Unito, Italia, Stati Uniti, Australia e Canada con un totale di 3milioni di copie vendute in tutto il mondo. Anche questa collaborazione riceve le nomination come British Video e British Single of the Year ai BRIT Awards del 2019. Il 2 novembre 2018 è stato pubblicato il singolo Baby, con la collaborazione vocale di Marina and the Diamonds e Luis Fonsi.
Il 30 novembre 2018 viene pubblicato l'album What Is Love?, che raccoglie i precedenti singoli e vede la partecipazione di altri artisti, tra cui Ellie Goulding, Rita Ora e Charli XCX. L'album raggiunge la prima posizione della US Top Dance/Electronic Albums e la nona della classifica ufficiale britannica. Ha ricevuto la certificazione di platino in Canada e Paesi Bassi, d'oro negli Stati Uniti, vendendo in tutto il mondo più di 700 000 copie.
Successivamente nel marzo del 2019 viene rilasciato il video del singolo Mama con Ellie Goulding.

### 2020 - Nuovo album
Il 21 agosto 2020, i Clean Bandit pubblicano il singolo Tick Tock in compagnia di Mabel e 24Goldn, primo singolo estratto dal loro terzo album. . (Da chiarire in quanto sembra che nelle piattaforme sia presente solo il singolo) Il 29 gennaio 2021 pubblicano il singolo Higher in collaborazione con Iann Dior.

## Stile musicale
La musica dei Clean Bandit è stata descritta come «fusion», mescolando musica elettronica con elementi classici e deep-house. La maggior parte della loro produzione, specie quella degli esordi, infatti, si rifà ai grandi artisti di musica classica, quali Beethoven, Dvorak e Mozart – evidente è il riferimento in Mozart's House – e come loro stessi hanno affermato, contiene spesso molta ironia e umorismo.
Caratteristica principale è la mancanza di una voce solista, infatti per ogni pezzo vengono accompagnati da diversi cantanti in collaborazione occasionale. Per tale scelta molte case discografiche hanno rifiutato di firmare un contratto con loro pensando si trattasse di una band «da scherzo».

## Formazione
- Jack Patterson – basso, sassofono, tastiera
- Luke Patterson – batteria e varie percussioni
- Grace Chatto – violoncello

Spesso sono accompagnati, sia in sala registrazione che nei concerti, da due vocalist: Yasmin Green e Kirsten Joy.
Ex membri
Milan Neil Amin-Smith – violino

## Discografia
- 2014 – New Eyes
- 2018 – What Is Love?

## Riconoscimenti

### ASCAP London Awards
| Anno | Nomina     | Categoria             | Risultato       |
| ---- | ---------- | --------------------- | --------------- |
| 2018 | "Rockabye" | Winning Hot 100 Songs | Vincitore/trice |
| 2018 | "Rockabye" | Winning EDM Songs     | Vincitore/trice |
| 2018 | "Symphony" | Winning EDM Songs     | Vincitore/trice |

### Billboard Music Awards
| Anno | Nomina       | Categoria                   | Risultato   |
| ---- | ------------ | --------------------------- | ----------- |
| 2015 | Clean Bandit | Top Dance/Electronic Artist | Candidato/a |
| 2015 | "Rather Be"  | Top Dance/Electronic Song   | Candidato/a |
| 2018 | "Rockabye"   | Top Dance/Electronic Song   | Candidato/a |

### Brit Awards
| Anno | Nomina       | Categoria                  | Risultato   |
| ---- | ------------ | -------------------------- | ----------- |
| 2015 | Clean Bandit | British Group              | Candidato/a |
| 2015 | "Rather Be"  | British Single of the Year | Candidato/a |
| 2017 | "Rockabye"   | British Video              | Candidato/a |
| 2017 | "Rockabye"   | British Single of the Year | Candidato/a |
| 2018 | "Symphony"   | British Video              | Candidato/a |
| 2018 | "Symphony"   | British Single of the Year | Candidato/a |
| 2019 | "Solo"       | British Video              | Candidato/a |
| 2019 | "Solo"       | British Single of the Year | Candidato/a |

### Global Awards
| Anno | Nomina       | Categoria          | Risultato   |
| ---- | ------------ | ------------------ | ----------- |
| 2018 | Clean Bandit | Best Group         | Candidato/a |
| 2018 | Clean Bandit | Mass Appeal Award  | Candidato/a |
| 2019 | Clean Bandit | Best Group         | Candidato/a |
| 2019 | Clean Bandit | Best British Group | Candidato/a |
| 2019 | "Solo"       | Best Song          | Candidato/a |

### Grammy Awards
| Anno | Nomina      | Categoria            | Risultato       |
| ---- | ----------- | -------------------- | --------------- |
| 2015 | "Rather Be" | Best Dance Recording | Vincitore/trice |

### Ivor Novello Awards
| Anno | Nomina      | Categoria              | Risultato       |
| ---- | ----------- | ---------------------- | --------------- |
| 2015 | "Rather Be" | Most Performed Work    | Vincitore/trice |
| 2015 | "Rather Be" | Best Contemporary Song | Vincitore/trice |

### MTV Europe Music Awards
| Anno | Nomina       | Categoria        | Risultato   |
| ---- | ------------ | ---------------- | ----------- |
| 2017 | "Rockabye"   | Best Song        | Candidato/a |
| 2018 | Clean Bandit | Best World Stage | Candidato/a |

### Teen Choice Awards
| Anno | Nomina     | Categoria                    | Risultato   |
| ---- | ---------- | ---------------------------- | ----------- |
| 2018 | "Rockabye" | Choice Dance/Electronic Song | Candidato/a |
| 2018 | "Solo"     | Choice Electronic/Dance Song | Candidato/a |

### WDM Radio Awards
| Anno | Nomina     | Categoria         | Risultato       |
| ---- | ---------- | ----------------- | --------------- |
| 2018 | "Rockabye" | Best Global Track | Vincitore/trice |